# Liechtensteiner Cup 1967/68
Der Liechtensteiner Cup 1967/68 war die 23. Austragung des Fussballpokalwettbewerbs der Herren in Liechtenstein. Der FC Vaduz konnte seinen im Vorjahr gewonnenen Titel erfolgreich verteidigen. 

## Teilnehmende Mannschaften
Folgende zehn Mannschaften nahmen am Liechtensteiner Cup teil:
| - FC Schaan - FC Vaduz - FC Vaduz II - FC Ruggell - FC Balzers | - FC Balzers II - USV Eschen-Mauren - USV Eschen-Mauren II - FC Triesen - FC Triesen II |

## 1. Vorrunde
Der FC Triesen und der FC Vaduz hatten für diese Runde ein Freilos.
|                      | Ergebnis |                   |
| -------------------- | -------- | ----------------- |
| FC Vaduz II          | 2:1      | USV Eschen-Mauren |
| USV Eschen-Mauren II | 3:1      | FC Balzers II     |
| FC Triesen II        | 1:10     | FC Schaan         |
| FC Ruggell           | 4:3      | FC Balzers        |

## 2. Vorrunde
Der FC Triesen und der FC Vaduz hatten für diese Runde ein Freilos.
|            | Ergebnis |                      |
| ---------- | -------- | -------------------- |
| FC Schaan  | 4:0      | FC Vaduz II          |
| FC Ruggell | 7:0      | USV Eschen-Mauren II |

## Halbfinale
|            | Ergebnis |            |
| ---------- | -------- | ---------- |
| FC Ruggell | 0:3      | FC Triesen |
| FC Vaduz   | 2:1      | FC Schaan  |

## Spiel um Platz 3
Das Spiel um Platz 3 fand am 23. Juni 1968 in Triesen statt.
| Datum      |           | Ergebnis |            |
| ---------- | --------- | -------- | ---------- |
| 23.06.1968 | FC Schaan | 4:1      | FC Ruggell |

## Finale
Das Finale fand am 23. Juni 1968 in Triesen statt.
| Datum      |            | Ergebnis |          |
| ---------- | ---------- | -------- | -------- |
| 23.06.1968 | FC Triesen | 2:4      | FC Vaduz |